# تفسیر تبیان
کتاب التبیان الجامع لعلوم القرآن یا التبیان فی تفسیر القرآن تفسیری از قرآن تألیف شیخ طوسی به زبان عربی و در ۱۰ جلد است. این تفسیر در قرن پنجم هجری قمری تدوین شده‌است.
تفسیر تبیان نخستین تفسیر جامع شیعی است که شامل تمام مباحث و علوم قرآنی است. این تفسیر یکی از اصیل‌ترین و جامع‌ترین تفاسیر به‌شمار می‌آید، که منبع و مآخذ اصلی بسیاری از تفاسیر شیعه است.
این تفسیر از سوی آیت الله حجت کوه کمری احیا گردید.

## کلیات
طوسی انگیزه خود از نوشتن این تفسیر را برطرف کردن نیاز شیعیان به تفسیری جامع شامل تمامی سوره‌های قرآن بوده است. وی همچنین به دانش‌های مختلف ادبیات، فقه و کلام و دیدگاههای مفسران مذاهب مختلف نیز پرداخته است.

## روش تفسیری
این تفسیر با مایه‌های غنی روایات امامان شیعه و استفاده مناسب از مباحث عقلی ساماندهی شده‌است.
طوسی روش خود در تفسیر را اینگونه توضیح داده است: 
- هدف از نزول قرآن دریافت معناهای آن بوده است.
- افزایش و کاهشی در قرآن رخ نداده و به همان صورتی که بر محمد نازل شده‌ در اختیار ماست.
- برای فهم صحیح کلام خدا تفسیر قرآن ضروری و جایز است و این با تحمیل دیدگاه‌های شخصی از قرآن متفاوت است.[۳]

شیخ طوسی همچنین برای تفسیر، آیات قرآن را به چهار دسته تقسیم کرده است: الف- آیاتی که معنا و مصداق آن بر همه آشکار است. ب- آیاتی که معنا و مصداق‌هایشان تنها بر خدا آشکار است. ج- آیاتی که در عین وضوح معنا، محتاج تشریح شیوه عمل‌اند، د- آیاتی که با وجود وضوح معنا، مصداقشان مورد اختلاف است. به اعتقاد شیخ طوسی، تبیین درست دسته اول از عهده مفسر خارج‌ است. تفسیر دسته دوم آیات به بحث‌های بیهوده منجر می‌شود و تنها دسته سوم و چهارم از این دسته‌بندی آیات نیازمند تفسیر هستند.

## ویژگی‌ها
تفسیر تبیان به عنوان اولین و قدیمی‌ترین تفسیر شیعی محسوب می‌شود که امروزه در اختیار است. شیخ طوسی در کتاب فهرست به کتاب تبیان به عنوان کتابی بی‌نظیر اشاره کرده‌است. گفته می‌شود این کتاب از نظر روش در تفسیر با دیگر کتب مختلف است. روش شیخ طوسی در تفسیر نتیجه سال‌های متمادی کوشش‌های علمی فقیهان و متکلمان شیعی در عراق و بغداد در زمان آل بویه است. می‌توان گفت روش وی تحت تأثیر روش استادانش همانند شیخ مفید و شریف مرتضی بوده‌است. این تفسیر بر بیشتر تفاسیر بعد از خودش همچون مجمع البیان شیخ طبرسی، فقه القرآن راوندی و نیز تفسیر المیزان طباطبایی تأثیر گذاشته‌است. تمامی سوره‌ها در این تفسیر به ترتیب کتاب قرآن تنظیم شده‌اند. رویکرد شیخ طوسی در کتاب تبیان یک رویکرد کلامی و تقریباً روایی است. طوسی در کتاب تبیان با توجیه به‌کار بردن عقل در تفسیر قرآن، به نقد برخی از دیدگاه‌ها مانند نزول قرآن بر هفت حرف، تشبیه و تجسیم پرداخته‌است. این تفسیر مملو از نکته‌های فقهی، کلامی و ادبی است و بیشتر محتوایی کلامی دارد.

## دیدگاه دیگران
دانشمندان بسیاری تبیان را ستوده‌اند. طبرسی صاحب مجمع البیان به تلویح کار خود را اقتباس از تببیان می داند. ابن ادریس حلی نیز که از مخالفان نظرات شیخ طوسی است؛ آن را خلاصه کرده که به مختصر التبیان معروف است.